# 192
192 је била преступна година.

## Догађаји
- Грађански рат поново погађа Стари Рим (192–193).
- Краљевство Чампа почиње да контролише јужни и централни Вијетнам .
- Пожар уништава Галенову библиотеку.
- Сиријски хришћани оснивају рану хришћанску заједницу у Керали, Индија.

### Мај
22. мај – Кина Лу Бу убија ратног заповедника Донг Жуоа, који је контролисао централну области династије Хан (од 189).

### Децембар
- 31. децембар — Римски цар Комод скандализује Сенат дошавши одевен као гладијатор на седницу пред предвиђено сутрашње ступање на место конзула. Истовремено његова љубавница Марција открива да јој се име нашло на царском попису за ликвидацију и, настојећи да спасе себи живот, ангажује рвачког првака Нарциса да убије Комода. Са Комодовом смрћу престаје династија Антонина, а Римско царство упада у период политичког хаоса, насиља и грађанских ратова познатог као Година пет царева.

## Рођења
- Гордијан II римски цар

## Смрти
- 31. децембар — Комод, римски цар (р. 161)